# Hayastani Ankaxowt'yan Gavat' 2000
La Hayastani Ankaxowt'yan Gavat' 2000 (conosciuta anche come Coppa dell'Indipendenza) è stata la nona edizione della Coppa nazionale armena. Il torneo è iniziato il 18 marzo e si è concluso il 27 maggio 2000. Il Mika Ashtarak ha vinto la coppa per la prima volta battendo in finale il Zvartnots Yerevan.

## Ottavi di finale
Gli incontri di andata si disputarono il 18 e 19 mentre quelli di ritorno il 29 e 30 marzo 2000. Il Lori Vanazdor e il Nairi Yerevan non si presentarono e persero entrambi gli incontri 3-0 a tavolino
| Squadra 1        | Totale | Squadra 2         | Andata | Ritorno |
| ---------------- | ------ | ----------------- | ------ | ------- |
| Shirak Gyumri    | 5 - 0  | Dinamo-2 Yerevan  | 1 - 0  | 4 - 0   |
| Kilikia Yerevan  | 6 - 0  | Lori Vanadzor     | 3 - 0  | 3 - 0   |
| Dinamo Yerevan   | 3 - 0  | FIMA Yerevan      | 1 - 0  | 2 - 0   |
| Dvin Artashat    | 1 - 17 | Zvartnots Yerevan | 1 - 10 | 0 - 7   |
| Araks Ararat     | 12 - 0 | Kotayk Abovyan    | 8 - 0  | 4 - 0   |
| Karabakh Yerevan | 2 - 9  | Mika Ashtarak     | 1 - 1  | 1 - 8   |
| Nairi Yerevan    | 0 - 6  | Lernagorts Kapan  | 0 - 3  | 0 - 3   |
| Ararat Yerevan   | 6 - 0  | Armenicum Yerevan | 2 - 0  | 4 - 0   |

## Quarti di finale
Gli incontri di andata si disputarono tra il 9 e il 18 mentre quelli di ritorno tra il 19 e il 22 aprile 2000.
| Squadra 1         | Totale | Squadra 2       | Andata | Ritorno |
| ----------------- | ------ | --------------- | ------ | ------- |
| Shirak Gyumri     | 1 - 2  | Kilikia Yerevan | 1 - 1  | 0 - 1   |
| Zvartnots Yerevan | 4 - 2  | Dinamo Yerevan  | 3 - 0  | 1 - 2   |
| Mika Ashtarak     | 2 - 1  | Araks Ararat    | 0 - 1  | 2 - 0   |
| Lernagorts Kapan  | 0 - 7  | Ararat Yerevan  | 0 - 4  | 0 - 3   |

## Semifinale
Gli incontri di andata si disputarono il 4 mentre quelli di ritorno il 19 e il 15 maggio 2000.
| Squadra 1         | Totale | Squadra 2       | Andata | Ritorno |
| ----------------- | ------ | --------------- | ------ | ------- |
| Zvartnots Yerevan | 4 - 0  | Kilikia Yerevan | 1 - 0  | 3 - 0   |
| Ararat Yerevan    | 4 - 5  | Mika Ashtarak   | 1 - 1  | 3 - 4   |

## Finale
La finale si svolse il 27 maggio 2000.
| Abovyan 27 maggio 2000                                                                         | Mika Ashtarak | 2 – 1              | Zvartnots Yerevan | Kotayk Stadium (2.500 spett.) |
| \| \| \| \| \| Grigor Mkrtchian 33’ Sarkis Nordikian 75’ \| Marcatori \| 44’ Mher Avanesian \| |               |                    |                   |                               |
|                                                                                                |               |                    |                   |                               |
| Grigor Mkrtchian 33’ Sarkis Nordikian 75’                                                      | Marcatori     | 44’ Mher Avanesian |                   |                               |